# Rata de dos patas
«Rata de dos patas» és una cançó escrita per Manuel Eduardo Toscano, i interpretada i popularitzada per Paquita la del Barrio. Va ser gravada i publicada en 2001, en el disc Taco placero.

## Història de la cançó

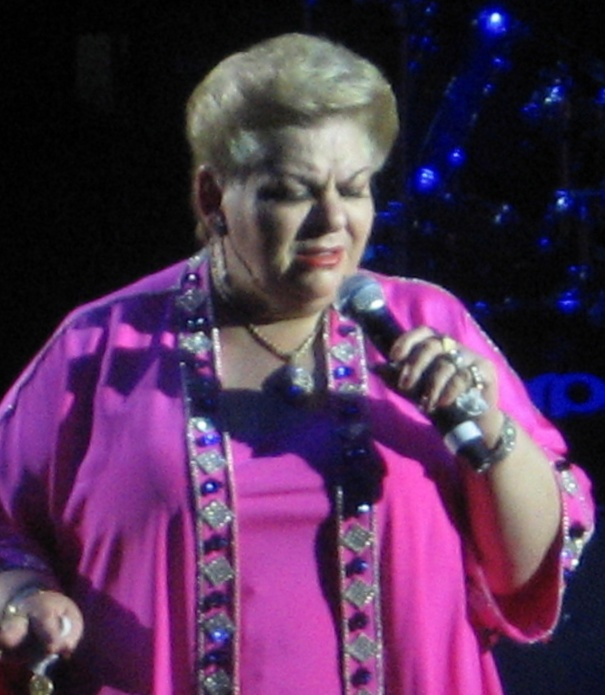
Paquita la del Barrio a Monterrey.Maig 2008

Existeixen versions que assenyalen que la cançó està dedicada a Alfonso Martínez, ex marit de Paquita la del Barrio, amb qui va estar casada per 25 anys i que, alhora, l'havia enganyat. Això hauria justificat el despit que comunica la cançó.
No obstant això, Manuel Eduardo Toscano, autor de la cançó, que ja havia compost un gran nombre de cançons per a Paquita, així com altres per als Los Tigres del Norte, Vicente Fernández, Jenni Rivera, assenyala que la cançó en realitat està pensada a partir de Carlos Salinas de Gortari, president de Mèxic entre 1988 i 1994. Un apel·latiu que és habitual en la parla mexicana. Això va ser relatat pel mateix autor en una entrevista realitzada en el programa Primer impacto de Univisión, en 2016, i amb Avelina Lésper en El arte de la canción. En aquesta darrera entrevista, el mateix autor va assenyalar:
| « | En aquellos años, había sido presidente de la República un señor que era peloncito con orejas grandotas. Pero no podíamos, ni el día de hoy, faltarle el respeto a ese personaje. Pero todo el mundo hablaba de lo que había sucedido con él, si llega a escuchar a esta entrevista que entienda que es mi profesión, y ahí empecé. | » |

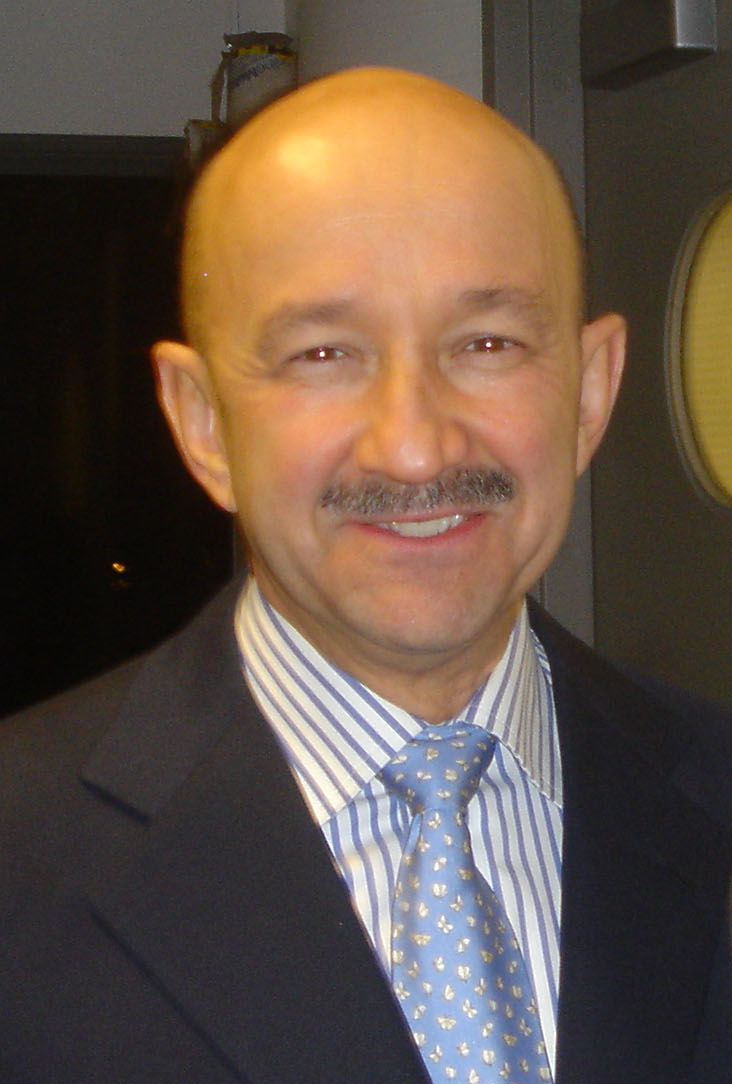
Manuel Eduardo Toscano ha assenyalat que la cançó està dedicada a l'expresident de Mèxic, Carlos Salinas de Gortari.

Al principi Paquita va rebutjar interpretar la cançó, per considerar que era massa forta; però més endavant ella mateixa li va demanar cantar-la.

## Lletra
Es tracta d'una cançó de despit o de mal d'amors, en el que s'expressa la ira sense matisos, a través d'insults com: «rata inmunda, animal rastrero, escoria de la vida, adefesio mal hecho, espectro del infierno, maldita sabandija, alimaña, culebra ponzoñosa, maldita sanguijuela o hiena del infierno».
S'ha assenyalat que és una cançó agressiva cap a l'home, i apreciada àmpliament per un públic femení.
| « | Cuando Paquita canta esta canción en un concierto o presentación, las mujeres se desfogan cantando, señalan a sus acompañantes varones, y, en el estribillo, cantan a coro y se llega al punto más álgido del evento. | » |

A partir d'una anàlisi metafòrica, Blanco García estableix que la cançó realitza una «animalització de l'exparella», i amb aquesta comparació realitza al·legories negatives, perquè les «ratas, las serpientes venenosas y las cucarachas son animales rastreros, relacionados con plagas y enfermedades». Aquesta metàfora conceptual, fa al·lusió al comportament d'una mala parella amorosa i els danys emocionals que causa, equiparable a un mal físic, sobretot «con expresiones como cuánto daño me has hecho y maldita cucaracha que infectas donde picas, que hieres y que matas, te odio y te desprecio».

## Popularitat
La cançó és la més coneguda i popular del repertori de Paquita la del Barrio, i encara que tenia popularitat abans d'ella, aquesta la catapultà a la fama internacional. Per a 2020, superava els deu milions de reproduccions en Spotify. És considerada una cançó d'empoderament que, a més, és interpretada en clubs de travestís.
La cançó també va ser interpretada per Paquita la del Barrio en un teaser promocional per a la sèrie Narcos, en la qual es representa a Pablo Escobar. La cantant arriba a l'escenari i diu «esta canción la dedico al gordo bigotudo» i tot seguit es disposava a cantar.